# Anastazije I., bizantski car
Anastazije I. (lat. Flavius Anastasius Dicorus Augustus, grč. Ἀναστάσιος) (Drač, oko 430. – Konstantinopol, 9. srpnja 518.), bizantski car, vladao od 491. do svoje smrti, 518. godine. Car je imao nadimak Dikoros (raznobojne zjenice), jer mu je jedno oko bilo crne, a drugo plave boje.
Nije dostigao visoke funkcije na dvoru cara Zenona, ali je zbog svog religijskog obrazovanja bio kandidat za upražnjenu stolicu biskupa Antiohije. Nakon Zenonove smrti Anastazije je 11. travnja 491. proglašen za cara. Mjesec dana nakon toga 20. svibnja 491. vjenčao se caricom udovicom Arijadnom, no par nije imao djece.
Nakon smrti cara Zenona, Zenonov se brat Longin nadao da će postati car. Anastazije I. ga je protjerao u Tebaidu u Egipat, a protjerao je i ostale Izaurijce iz Carigrada. Anastazije I. je smijenio i druge dužnosnike koji su potjecali iz Izaurije. Takav njegov postupak je izazavao ustanak Iazurijaca, pa je protiv njih car morao voditi pravi rat. Iako je glavnina pobunjeničke vojske, koju je predvodio Longin poražena već 491. kod Cotyaeuma u Frigiji, tek 498. godine su zadnji pobunjenici poraženi i njihova uporišta u Izauriji zauzeta. 
Bugari su već od 493. godine počeli provaljivati preko Dunava. To je potaklo cara da podigne Dugi zid od Mramornog do Crnog mora, a počela je i obnova utvrda na Dunavu. Ove obrambene napore olakšao je odlazak Teodorika i njegovih Ostrogota s Balkana u Italiju. Car je imao i manjih problema na istočnoj granici u prvih deset godina svoje vladavine. 502. godine započeo je novi rat s Perzijom. Usprkos početnim problemima pobijedili su Bizantinci, pa je mir sklopljen 506. godine. Nakon rata počeli su ubrzani radovi na utvrdama duž istočne granice, posebno u Dari. Anastazije I. je priznao Teodorika za kralja Italije 497. godine, iako je došlo do kratkotrajnog sukoba 505. – 510. za Panoniju prije nego što su obje strane sklopile mir. 
Anastazije I. je bio pripadnik monofizitskog krivovjerja, iako je na početku svoje vladavine prihvatio odluke Kalcedonskog sabora. Zbog javnog iskazivanja monofizitskih osjećaja i pristajanja uz monofizite, car je došao u sukob s patrijarhom Eufemijem. Eufemije je prognan, a car je na tu dužnost postavio Macedonija, koji je bio odan odlukama kalcedonskog koncila. 511. godine smijenio je i njega, a novi je patrijarh postao pristaša monofizitskog krivovjerja. Uz to je na partijaršku stolicu u Antiohiji 512. postavio monofizita Severa. Macedonijeva smjena izazvala je nerede u Carigradu, a masa je rušila carske kipove. Pobunio se i magister militum u Traciji Bitalijan. On je u više navrata dolazio pred zidine Carigrada ne bi li tako prisilio cara da se i dalje drži klacedonskih odluka, no 515. je poražen, pa se otada morao skrivati.  Car je bio pripravan na raspravu o kalcedonskim odlukama s papom Hormizdom, no kada je papa zatražio da car i bizantski biskupi bezuvjetno pristanu uz odluke kalcedonskog koncila, pregovori su propali. Anastazijev pokušaj da smjeni jeruzalemskog patrijarha i na patrijaršku stolicu postavi monofizita su izazvale nove nemire, pa je car odustao od svog nauma. 
516. godine proveo je reformu financija, te je ukinuo hrisargiron. 494. ukinuo je i porez collatio lustralis, koji su plaćali obrtnici. Unaprijeđen je sustav prikupljanja poreza, a smanjen je i zemljišni porez. Zahvaljujući tome car je nakon smrti ostavio prepunu riznicu. Pripremao se za novi rat s Perzijom, prikupivši 320.000 funta zlata. Do Justinijanova ustoličenja, po Prokopijevim navodima, nije ništa ostalo od toga, a Ivan Lidijski je zabilježio veliku potrebu za novcem bez kojeg se nikakva akcija nije mogla poduzeti.
Anastazije I. je umro 518. godine. Sahranjen je uz suprugu Arijadnu u crkvi Svetih Apostola u Carigradu.
Naslijedio ga je Justin I.

## Vanjske poveznice
- Anastasius I - Britannica Online (engl.)

| Prethodnik: | Bizantski carevi | Nasljednik: |
| Zenon       | Bizantski carevi | Justin I.   |